# PGC 43543
LEDA/PGC 43543 ist eine Galaxie im Sternbild Jungfrau auf der Ekliptik. Sie ist schätzungsweise 188 Millionen Lichtjahre von der Milchstraße entfernt und hat einen Durchmesser von etwa 80.000 Lichtjahren.
Im selben Himmelsareal befinden sich unter anderem die Galaxien NGC 4716, IC 3826, PGC 43636, PGC 43679.